# The Warning (álbum de Queensrÿche)
The Warning é o álbum de estréia lançado pela banda norte-americana Queensrÿche em 1984, com reedição em 2003. Em 2019, a Metal Hammer o elegeu como o 13º melhor álbum de power metal de todos os tempos.

## Faixas
1. "Warning" - (Geoff Tate, Michael Wilton)
2. "En Force" - (Chris DeGarmo)
3. "Deliverance" - (Wilton)
4. "No Sanctuary" - (DeGarmo, Tate)
5. "NM 156" - (DeGarmo, Tate, Wilton)
6. "Take Hold Of The Flame" - (DeGarmo, Tate)
7. "Before The Storm" - (Tate, Wilton)
8. "Child Of Fire" - (Tate, Wilton)
9. "Roads To Madness" - (DeGarmo, Tate, Wilton)

Faixas adicionadas na versão de 2003
10."Prophecy" (DeGarmo)
11."The Lady Wore Black" (live) (DeGarmo, Tate)
12."Take Hold of the Flame" (live) (DeGarmo, Tate)

## Formação
- Geoff Tate – voz
- Chris DeGarmo – guitarra, voz
- Michael Wilton – guitarra, voz
- Eddie Jackson – baixo, voz
- Scott Rockenfield – bateria